# Sreepur (Magura)
Sreepur (en bengali : শ্রীপুর) est une upazila du Bangladesh dans le district de Magura. En 1991, on y dénombrait 144 471 habitants.